# Estland op het Eurovisiesongfestival 2008
Estland nam deel aan het Eurovisiesongfestival 2008 in Belgrado, Servië. Het was de 14de deelname van het land op het Eurovisiesongfestival. De selectie verliep via het jaarlijkse Eurolaul, waarvan de finale plaatsvond op 2 februari 2008. ERR was verantwoordelijk voor de Estse bijdrage voor de editie van 2008.

## Selectieprocedure
De nationale finale vond plaats op 2 februari 2008.
In totaal deden er 10 artiesten mee aan deze nationale finale. 
De winnaar werd bepaald door twee ronden van televoting.

| Volgorde | Artiest                          | Lied                 | Songwriter(s)                                         | Ronde 1 | Ronde 2 | Plaats |
| -------- | -------------------------------- | -------------------- | ----------------------------------------------------- | ------- | ------- | ------ |
| 1        | Kreisiraadio                     | Leto svet            | Priit Pajusaar, Glen Pilvre, Kreisiraadio             | 31429   | 52518   | 1      |
| 2        | SKA Faktor                       | Real Big Money       | Taavi Otsus                                           | 1444    | –       | 6      |
| 3        | Rolf Junior                      | One on One           | Vahur Valgmaa                                         | 2660    | –       | 4      |
| 4        | Taavi Peterson                   | Question Man         | Rein Rannap, Karl-Martin Sinijärv                     | 837     | –       | 9      |
| 5        | Kristjan Kasearu & Paradise Crew | Üksinduses           | Madis Muul, Kristjan Kasearu                          | 1189    | –       | 7      |
| 6        | Birgit Õigemeel                  | 365 Days             | Pearu Paulus, Alar Kotkas, Ilmar Laisaar, Jana Hallas | 6699    | 12990   | 3      |
| 7        | Luisa Värk & Traffic             | It's Never Too Late  | Imre Sooäär, Riina Kindlam                            | 866     | –       | 8      |
| 8        | Supernova                        | Stefani              | Rainer Michelson, Hendrik Sal-Saller                  | 646     | –       | 10     |
| 9        | Iiris Vesik                      | Ice-cold Story       | Riine Pajusaar                                        | 16682   | 30963   | 2      |
| 10       | Margus Vaher & Luisa Värk        | God Inside Your Soul | Elmar Liitmaa, Liis Lass                              | 2399    | –       | 5      |

## In Belgrado
In Servië moest Estland aantreden als 3de in de halve finale, net na Israël en voor Moldavië. Op het einde van de puntentelling bleek dat ze op een 18de plaats waren geëindigd met 8 punten, wat niet genoeg was om de finale te halen.
Nederland en België hadden geen punten over voor deze inzending.

### Gekregen punten

#### Halve Finale
| 12 punten | 10 punten | 8 punten | 7 punten  | 6 punten   |
| --------- | --------- | -------- | --------- | ---------- |
|           |           |          | - Finland |            |
| 5 punten  | 4 punten  | 3 punten | 2 punten  | 1 punt     |
|           |           |          |           | - Moldavië |

### Punten gegeven door Estland

#### Halve Finale
Punten gegeven in de halve finale:
| 12 punten | Finland               |
| 10 punten | Rusland               |
| 8 punten  | Noorwegen             |
| 7 punten  | Ierland               |
| 6 punten  | België                |
| 5 punten  | Griekenland           |
| 4 punten  | Azerbeidzjan          |
| 3 punten  | Andorra               |
| 2 punten  | Armenië               |
| 1 punt    | Bosnië en Herzegovina |

#### Finale
Punten gegeven in de finale:
| 12 punten | Rusland     |
| 10 punten | Finland     |
| 8 punten  | Noorwegen   |
| 7 punten  | Letland     |
| 6 punten  | Frankrijk   |
| 5 punten  | Georgië     |
| 4 punten  | Oekraïne    |
| 3 punten  | Denemarken  |
| 2 punten  | Zweden      |
| 1 punt    | Griekenland |